# Patrick Nulty
Patrick Nulty (irisch Pádraig Mac an Ultaigh, * 18. November 1982 in Corduff bei Dublin) ist ein früherer irischer Politiker und war vom 27. Oktober 2011 bis zum 24. März 2014 Teachta Dála (Abgeordneter) im Dáil Éireann. Er war bis zum 21. Juni 2013 Mitglied von Labour.

## Leben
Nulty wuchs in Corduff, einem Teil von Blanchardstown, auf. Als Säugling erlitt er Brandverletzungen an beiden Armen und im Gesicht. Nulty studierte am Trinity College Dublin und am University College Dublin Sozialwissenschaften. In den 2000er Jahren engagierte er sich bei der Jugendorganisation der irischen Labour-Partei. Während seines Studiums am Trinity College führte er eine studentische Bewegung zur Bekämpfung der sexuellen Belästigung von weiblichen Studierenden an.
2009 wurde er in den Fingal County Council gewählt. Er versuchte dann auch bei den Wahlen 2011 in den Dáil Éireann einzuziehen. Er erhielt allerdings keine ausreichende Stimmenzahl. Bei der Nachwahl nach dem Tod des Fianna-Fáil-Abgeordneten Brian Lenihan junior konnte er jedoch genügend Stimmen erreichen und zog dann doch ins Unterhaus ein. Er widersetzte sich zahlreichen Regierungsbeschlüssen, obwohl die Labour Party Teil der damaligen Regierung  Kenny I war. Deswegen wurde er bereits am 6. Dezember 2011 aus der Fraktion ausgeschlossen.
Am 21. Juni 2013 trat er aus der Labour Party aus. Als bekannt wurde, dass er an drei Frauen unangemessene Nachrichten über das soziale Netzwerk Facebook gesendet hatte, trat er schließlich am 24. März 2014 auch von seinem Abgeordnetenmandat zurück. Er hatte zuvor bestritten, der Absender der Nachrichten gewesen zu sein. Allerdings konnte nachgewiesen werden, dass die Nachrichten aus dem Leinster House (also dem Standort des Parlaments) versendet worden waren.
Nulty entschuldigte sich und trat 2015 eine Stelle als wissenschaftlicher Mitarbeiter an der University of Limerick an.